# Vincent Koziello
Vincent Koziello (Grasse, 28 de octubre de 1995) es un futbolista francés. Juega de centrocampista y su equipo es el Kathmandu Rayzrs F. C. de la Superliga de Nepal.

## Clubes
| Club                      | País     | Año       |
| ------------------------- | -------- | --------- |
| O. G. C. Niza             | Francia  | 2015-2018 |
| 1. F. C. Colonia          | Alemania | 2018-2021 |
| París F. C. (cedido)      | Francia  | 2020      |
| C. D. Nacional (cedido)   | Portugal | 2020-2021 |
| K. V. Oostende            | Bélgica  | 2021-2024 |
| Excelsior Virton (cedido) | Bélgica  | 2023      |
| Kathmandu Rayzrs F. C.    | Nepal    | 2025-     |